# Joanna Wiatr
Joanna Wiatr (ur. 5 czerwca 1987) – polska siatkarka plażowa, mistrzyni Polski, brązowa medalistka mistrzostw Europy do lat 23 (wspólnie z Katarzyną Urban).

## Kariera
Swoją przygodę z siatkówką zaczynała od gry na hali. Treningi rozpoczęła w IV klasie szkoły podstawowej, na zajęciach wychowania fizycznego. Następnie trafiła do klubu MKS Dąbrowa Górnicza, w którym osiągnęła swoje pierwsze sukcesy. Wraz z zespołem została mistrzynią Polski kadetek oraz wywalczyła brązowy medal mistrzostw Polski juniorów.
W wieku 16 lat z hali przeniosła się na piasek. W 2004 roku wespół z Katarzyną Urban zdobyła mistrzostwo Polski kadetek oraz juniorek. Wspólnie świętowały mistrzostwa Europy i świata do lat 18. W 2005 roku również z Katarzyną Urban wywalczyła wicemistrzostwo świata do lat 19.
Pierwszy poważny seniorski sukces przyszedł w 2007 roku. Wspólnie z Katarzyną Urban została mistrzynią Polski. Rok później obroniła wywalczony tytuł. W 2009 roku zdobyła srebrny medal, a w 2010 ponownie wywalczyła tytuł mistrzyni Polski.

## Sukcesy
- 2004 –  mistrzostw Polski kadetek
- 2004 –  mistrzostw Europy do lat 18
- 2004 –  mistrzostw świata do lat 18
- 2005 –  mistrzostw Polski juniorek
- 2005 –  mistrzostw świata do lat 19
- 2007 –  mistrzostw Polski
- 2008 –  mistrzostw Europy do lat 23
- 2008 –  mistrzostw Polski
- 2009 –  mistrzostw Polski
- 2010 –  mistrzostw Polski
- 2011 –  mistrzostw Polski
- 2012 –  mistrzostw Polski
- 2013 –  mistrzostw Polski